# Pioneer P-30
Pioneer P-30 (aussi appelée Pioneer Y) est une sonde lunaire, de la NASA, qui est un échec lors de son lancement vers une orbite lunaire.
La sonde lunaire Pioneer P-30 est un orbiteur lunaire, mais la mission échoue peu de temps après son lancement. Les objectifs sont de placer une sonde spatiale hautement instrumentée en orbite lunaire, d'étudier l'environnement entre la Terre et la Lune et de développer une technologie permettant de contrôler et de manœuvrer un véhicule spatial depuis la Terre.
La sonde est équipée pour prendre des images de la surface lunaire avec un système semblable à celui de la télévision, estimer la masse de la Lune et la topographie des pôles, enregistrer la distribution et la vitesse des micrométéorites et étudier le rayonnement, les champs magnétiques et les ondes électromagnétiques à basse fréquence dans le milieu interplanétaire. Un système de propulsion à mi-parcours et un moteur-fusée à injection sont le premier système de propulsion américain autonome capable de fonctionner plusieurs mois après son lancement à grande distance de la Terre et les premiers essais de manœuvres d'un satellite dans l'espace.
Le coût total de la mission est estimé entre 9 et 10 millions de dollars américains. La sonde Pioneer P-30 doit entrer en orbite lunaire environ 62 heures après son lancement sur une orbite de 2 250 x 4 000 km et une période orbitale de 10 heures.

## Description de la sonde lunaire
La sonde lunaire Pioneer P-30 est pratiquement identique à la précédente sonde lunaire Pioneer P-3 qui a échoué, une sphère de un mètre de diamètre avec un système de propulsion monté à la base donnant une longueur totale de 1,4 mètre. La masse de la structure et de l'enveloppe en alliage d'aluminium est de 30 kg et la masse des propulseurs de 90 kg. Quatre panneaux solaires, chacun de 60 x 60 cm, contenant 2 200 cellules photovoltaïques réparties dans 22 nodules de 100 cellules, sont de chaque côté de la sphère dans une configuration à « roue à aubes » d'une portée totale de 2,7 mètres. Les panneaux solaires chargent des accumulateurs nickel-cadmium. À l’intérieur de la sphère, un réservoir d'hydrazine constitue la majeure partie du volume. La sphère est surmontée de deux réservoirs d’azote plus petits, et d’un moteur vernier de 90 N pour ralentir le véhicule spatial en direction de l'orbite lunaire, pouvant être allumés deux fois durant la mission. Au bas de la sphère se trouve un moteur vernier de 90 N pour les corrections à mi-parcours et les manœuvres en orbite lunaire pouvant être allumés à quatre reprises.
Autour de l'hémisphère supérieur du réservoir d'hydrazine se trouve une plate-forme en forme d'anneau qui contient deux piles, deux émetteurs UHF de 1,5 W et des diplexeurs de 5 W, des modules pour les instruments scientifiques, deux récepteurs de commande, des décodeurs, un amplificateur, trois convertisseurs, un boîtier de commande. Deux antennes ultra haute fréquence (UHF) dépassent du haut de la sphère de chaque côté de la tuyère du moteur-fusée. Deux antennes UHF et une longue antenne à très basse fréquence (VLF - Very Low Frequency) dépassent du bas de la sphère. Les émetteurs fonctionnent sur une fréquence de 378 mégacycles.
Le contrôle thermique est réalisé par un grand nombre de petites « pales d'hélice » à la surface de la sphère. Les pales elles-mêmes sont faites de matériau réfléchissant et se composent de quatre pales affleurant la surface recouvrant un motif noir absorbant la chaleur peint sur la sphère. Une bobine thermosensible est fixée aux pales de manière que les basses températures à l'intérieur du satellite provoquent la contraction et la rotation des pales et exposent la surface absorbante, tandis que les températures élevées font en sorte que les pales recouvrent les motifs noirs. Des dissipateurs de chaleur sont également montés à la surface de la sphère pour dissiper la chaleur de l'intérieur.

## Description des instruments
Cette sonde lunaire, Pioneer P-30 (Able 5A), a un complément d'instruments légèrement différent de son prédécesseur, la sonde Pioneer P-3 (Able 4B, lancé le 26 novembre 1959), mais a des objectifs de mission similaires.
Les instruments scientifiques consistent en une chambre d'ionisation et d'un tube Geiger-Müeller pour mesurer le flux de rayonnement total, un télescope compteur de rayonnement proportionnel pour mesurer le rayonnement de haute énergie, un détecteur à scintillation pour surveiller le rayonnement de basse énergie, un récepteur VLF pour les ondes radio naturelles, un transpondeur pour étudier la densité des électrons et des magnétomètres à saturation montés sur la plate-forme de l'instrument. Le détecteur de micrométéorites et le « scanner solaire » sont également montés sur la sphère.
La différence entre la charge utile de la sonde Pioneer P-30 et celle de la sonde Pioneer P-3 réside dans le remplacement du système de télécopie sur le téléviseur P-3 par un spectromètre à scintillation pour étudier les ceintures de radiation de la Terre (et éventuellement de la Lune), monté sur la plate-forme de l'instrument, et une sonde à plasma montée sur la sphère pour mesurer l'énergie et la distribution des protons au-delà de quelques kilovolts afin d'étudier l'effet des radiations solaires.
La masse totale du l'ensemble scientifique comprenant l'électronique et l'alimentation est de 60 kg.

## Déroulement de la mission

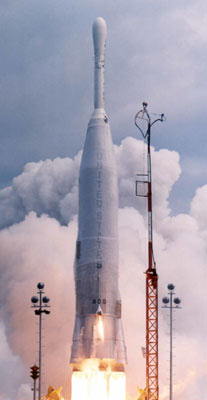
Lancement d'une fusée Atlas-Able avec Pioneer P-30.

La sonde lunaire est lancée par un lanceur Atlas D avec des étages supérieurs du lanceur Thor-Able, dont un troisième étage à propergol solide Hercules ABL. Le premier étage fonctionne normalement pendant 275 secondes et les deux moteurs d'appoint du lanceur Atlas sont éjectés comme prévu après environ 250 secondes. À une altitude d'environ 370 km, le premier étage se sépare du second. Lorsque le deuxième étage s'allume, la télémétrie montre une combustion anormale et l'étage échoue en raison d’un dysfonctionnement du système oxydant. Le véhicule est incapable d'atteindre l'orbite terrestre, il entre de nouveau dans l'atmosphère et on pense qu'il est tombé quelque part dans l'océan Indien. Les signaux sont renvoyés par la charge utile pendant 1 020 secondes après le lancement. La mission est conçue pour atteindre la Lune environ 62 heures après le lancement.